# Триоза
Триозите са монозахариди, изградени от три въглеродни атома. Съществуват само две триози, една алдотриоза (глицералдехид) и
една кетотриоза (дихидроксиацетон). Триозите взимат важно участие в процеса на гликолизата. От тях се образуват лактат и пируват съответно.
D-Алдотриозата е D-глицералдехид
Кетотриозата е дихидроксиацетон: